# برتهلسدورف
برتهلسدورف (به آلمانی: Berthelsdorf) یک منطقهٔ مسکونی در آلمان است که در هرنهوت واقع شده‌است. برتهلسدورف ۱٬۶۳۰ نفر جمعیت دارد.